# Frank Costin

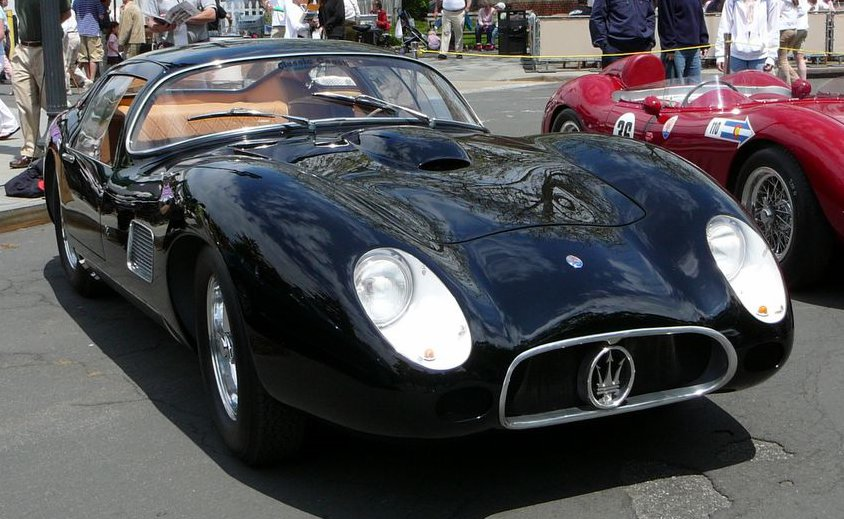
Maserati 450S Costin Zagato Coupe von 1957

Frank Costin (* 8. Juni 1920; † 5. Februar 1995) war ein Ingenieur und Pionier der Monocoque-Bauweise. Frank Costin war der Bruder von Mike Costin, einem Mitgründer des Motorenherstellers Cosworth. Während des Zweiten Weltkrieges arbeitete er bei de Havilland an Flugzeugen. Seine Kenntnisse in Aerodynamik und Flugzeugbau wandte er später erfolgreich im Bau von Renn- und Sportwagen an, so gestaltete er zum Beispiel die Form des Lotus Elite mit. 1959 gründete er zusammen mit Jeremy Marsh den Hersteller Marcos Cars und entwarf den „Xylon“ mit einem Fahrgestell aus Sperrholz. Wegen der Sperrholzkonstruktion geriet das Fahrzeug besonders leicht. Das Fahrgestell verkleidete er mit einer aerodynamisch effizienten Karosserie, was im Automobilsport der Nachkriegszeit einen großen Vorteil darstellte.
Später entstanden in seinen Werkstätten der Costin Nathan (1965/1966), der Protos Formel-2 Rennwagen (1966/1967) für den Ron Harris Rennstall. Costin nahm an zahlreichen Bauprojekten von verschiedenen Herstellern teil. Dazu gehörten auch Lister Cars und Lotus Cars, wo er zur aerodynamischen Bauweise beitrug. Außerdem konstruierte er Karosserien für die Firmen Maserati, Lotus und DTV. Er entwarf auch die Sportwagen "Mini Marcos", "Costin Amigo" und den "TMC Costin", der in den 1980er Jahren in Wexford hergestellt wurde. Außerdem arbeitete er in den 1990er Jahren am "Costin Sports Roadster".
1995 starb er an einer Krebserkrankung, kurz nachdem er auf Drängen japanischer Käufer in Südengland eine Neuauflage seines Costin-Nathan-Coupes initiiert hatte.